# Steve Meerson
Pour l’article homonyme, voir Meerson.
Steve Meerson est un scénariste américain. Il est diplômé de l'Université de Californie du Sud en 1979, où il a rencontré Peter Krikes avec lequel il a coécrit tous ses scénarios.

## Filmographie

### Cinéma
Scénariste
- 1986 : Star Trek 4 : Retour sur Terre
- 1987 : Back to the Beach (en)
- 1991 : Double Impact
- 1999 : Anna et le Roi

## Distinctions
Nominations
- Saturn Award :
  - Saturn Award du meilleur scénario 1987 (Star Trek 4 : Retour sur Terre)
- Prix Hugo :
  - Meilleur film 1987 (Star Trek 4 : Retour sur Terre)